# الترابط النوعي (تصنيف حيوي)
الترابط أو التشابه النوعي (يُختصر عادةً إلى .aff أو .sp. aff) هو اصطلاح تصنيف حيوي في علم الحيوان وعلم النبات. ويشير في التسمية الحرة إلى أن المادة أو الدليل المتاح يوحي بأن النوع المطروح يتعلق أو لديه ترابط بالنوع ذي الاسم العلمي الذي يتبعه، ولكن ليس مطابقا له. حيث أن الكلمة اللاتينية affinis يمكن ترجمتها لـ"ذو صلة وثيقة بـ" أو "مشابه لـ".
وبهذا فأن الباحث الذي يدرج الاختصارات .n.sp أو .sp.nov قبل اسم النوع، يصرح باعتباره أن العينة جديدة من نوع لم يتم وصفه من قبل، ولكن أيضاً، احتمالية عدم وجود معلومات كافية لإكمال الوصف النظامي إلى تلك اللحظة. وعند استخدام الاختصار .aff لوحده، فهذا يوحي بأن العينة تختلف عن النموذج النوعي، ولكن أيضاً للتعبير عن ضرورة مواصلة التقدم للتأكيد بأن النوع مستجد.
فمثلاً، يمكن لإدراج قوقعة بطنيات القدم لجنس اللكبينات مشابهةً للكبينات فوهة المفتاح (Lucapina aff. L. aegis) أن يعني أن هذه القوقعة مشابهة نسبياً لقوقعة لكبينات فوهة المفتاح؛ ولكن يُعتقد أنها على الأرجح نوع آخر، فأما أنها ذات صلة بلكبينات فوهة المفتاح أو مشابهة جيداً لها. ويمكن لها أن توحي باحتمالية انتماء القوقعة لنوع لم يتم وصفه بعد، إذا استدعى السياق ذلك.
وضمن علم الحشرات، فأن النوع المجاور (باللاتينية: species proxima، والاختصار هو .prox أو .sp. prox) أو النوع القريب (بالإنجليزية: species near، والاختصار هو .nr أو .sp. nr) يشير إلى أن العينة مشابهة لنوع تم وصفه، ولكن تتباين عنه.
يتشابه استخدام الاختصار aff بمؤشرات أخرى في التسمية الحرة، مثل: .cf أو .sp أو علامة الاستفهام ?، ولكن الأخيرة تدل على أن النوع غير مؤكد بدلاً من غير موصوف.